# نجم أولي W75N(B)-VLA2
النجم الأولي W75N (B) -VLA2 ، المعروف أيضًا باسم VLA2 ، هو نجم أولي في العنقود النجمي W75N (B) ، يقع على بعد 4200 سنة ضوئية من الأرض. يمكن مشاهدة تكوين النجوم الأثقل من الشمس في هذا الجسم القريب نسبيًا.
سمي على اسم تلسكوب راديو مصفوفة كبيرة جدًا الذي راقبها. يمكن مشاهدة تكوين النجوم الضخمة التي لا يُعرف عنها الكثير من تشكل النجوم الأولية الشبيهة بالشمس . تتطور تلك النجوم الأضخم كثيرا من الشمس بشكل أسرع بكثير . النجم الأولي W75N (B) -VLA2 تبلغ كتلته ثمانية أضعاف كتلة الشمس ، وهو أكثر سطوعًا بـ300 مرة من الشمس ، ويستغرق تكوينه 100000 عام. ومع ذلك ، فمن غير الواضح ما إذا كان التطور مشابهًا لتطور النجوم الخفيفة (عادةً يتكون في البدء قرص تراكم الغبار حول النجم المكون لكواكب ، مع نفاثتين غازيتين عموديتين علي قرص التراكم) ، أم تتكون النجوم الكبيرة من تصادمات نجوم أولية فتنشأ بذلك نجومًا ثقيلة.
تم تسجيل تسجيلات للمصفوف الكبير جدا الراديوي VLA على فترات تبلغ حوالي 20 عامًا (من عام 1996 حتى عام 2014) (برئاسة عالم الفلك المكسيكي كارلوس كاراسكو-غونزاليس ، بمشاركة العالم الفلكي Huib van Langevelde من [[لايدن]])  ودعمت المشاهدات الفرضية القائلة بأنها تتشكل مثل النجوم الخفيفة. سحابة الغاز الأولية التي كانت كروية تقريبا أصبحت بيضاوية. يتم تأكيد ذلك من خلال مشاهدات المسرات الفلكية الطبيعية (متكونة من الماء والميثانول) في هذا النظام ، وهي تشهد على وجود مجالات مغناطيسية عالية الشدة تتوافق مع آلية نفاثة. نفاثتان من الغاز والغبار تنتشران من قطبي النجم الأولي وتحيطان بالنجم وقرصه الوليد . يوجد أيضًا مصدران يصدران أشعة راديوية آخران في العنقود النجمي ( النجم VLA 1 أقدم ،والنجم VLA 3 أصغر من VLA 2).

## روابط انترنت
- Anna Behrend (2 أبريل 2015). "Geburt eines Riesenbabys". Zeit Online. Zeit Online GmbH. اطلع عليه بتاريخ 2015-04-05.

## اقرأ أيضا
- نجم أولي
- مسار هينيي
- مسار هياشي
- نجم T الثور

## التفاصيل
1. 1 2 3  José M Torrelles (يونيو 2010). "A bright radio HH object with large proper motions in the massive star-forming region W75N". المجلة الفلكية ع. 6: 2433–2439. DOI:10.1088/0004-6256/139/6/2433.
2. ↑  C. Carrasco-González u. a.: Observing the onset of outflow collimation in a massive protostar, Science 348, 2015, S. 114–117, Abstract نسخة محفوظة 2018-08-19 على موقع واي باك مشين.